# Rhodostrophia olivopallens
Rhodostrophia olivopallens là một loài bướm đêm trong họ Geometridae.